# Epistathmus crassicornis
Epistathmus crassicornis är en stekelart som beskrevs av Horstmann 1971. Epistathmus crassicornis ingår i släktet Epistathmus och familjen brokparasitsteklar. Inga underarter finns listade i Catalogue of Life.